# Torcy, Seine-et-Marne
Torcy (franskt uttal: [tɔʁsi]
 ( lyssna)) är en kommun i departementet Seine-et-Marne i regionen Île-de-France i norra Frankrike. Kommunen ligger i kantonen Torcy som tillhör arrondissementet Torcy. År 2022 hade Torcy 22 939 invånare. Torcy ingår även i sektor 2 Val Maubuée i Ville nouvelle Marne-la-Vallée.

## Befolkningsutveckling
| Befolkningsutvecklingen i Torcy 1968–2021 | Befolkningsutvecklingen i Torcy 1968–2021 | Befolkningsutvecklingen i Torcy 1968–2021 | Befolkningsutvecklingen i Torcy 1968–2021 | Befolkningsutvecklingen i Torcy 1968–2021 |
| ----------------------------------------- | ----------------------------------------- | ----------------------------------------- | ----------------------------------------- | ----------------------------------------- |
|                                           |                                           |                                           |                                           |                                           |
| År                                        |                                           |                                           | Folkmängd                                 |                                           |
| 1968                                      | 1968                                      |                                           | 3 401                                     |                                           |
| 1975                                      | 1975                                      |                                           | 4 800                                     |                                           |
| 1982                                      | 1982                                      |                                           | 12 279                                    |                                           |
| 1990                                      | 1990                                      |                                           | 18 681                                    |                                           |
| 1999                                      | 1999                                      |                                           | 21 595                                    |                                           |
| 2007                                      | 2007                                      |                                           | 22 117                                    |                                           |
| 2015                                      | 2015                                      |                                           | 23 558                                    |                                           |
| 2021                                      | 2021                                      |                                           | 22 444                                    |                                           |